# Badlands (Computerspiel)
Badlands ist ein Arcade-Spiel, das Atari Games 1989 veröffentlichte. Später wurde es von Domark für mehrere Heimcomputer portiert. Die Umsetzung geschah unter Atari Games’ Konsolenlabel „Tengen“.
Das Spiel handelt vor einer Post-Nuklearkriegs-Kulisse, wo in den verlassenen Gebieten gefahrenreiche Rennen ausgetragen werden. Es treten jeweils drei bewaffnete Autos gegeneinander an.

## Spielprinzip
Badlands ist in seinem Geiste der Nachfahre von Ataris vorhergehenden Rennspielen Super Sprint und Championship Sprint. Ähnlich wie in den Sprint-Titeln, treten auch in Badlands jeweils drei Autos in einem Drei-Runden-Rennen gegeneinander an, wobei die Piste klein ist und immer in Totalübersicht angezeigt wird – Sie ist jeweils nur auf einem einzigen Bildschirm dargestellt, ohne Scrolling.
Boni sammelt man in Form von Schraubenschlüsseln ein, die zwischen den Rennen im Shop gegen Auto-Upgrades eingetauscht werden können (Bessere Reifen, bessere Beschleunigung usw.).
Anders als in den Sprint-Spielen, kann der Spieler in Badlands schießen. Die Schüsse der standardmäßig eingebauten Waffe bewirken wenig: Sie verlangsamen den Getroffenen bei wiederholtem Beschuss. Im Shop kann der Spieler Raketen kaufen, die das Ziel-Auto zerstören können. Der Fahrer des zerstörten Wagens wird jedoch – mit Zeitverlust und wieder intaktem Fahrzeug – erneut auf die Piste gesetzt.
Die Pisten weisen neue Hindernisse auf, zum Beispiel Minen und Barrikaden, die auf und zu gehen.

## Versionen
Die Heimcomputerversionen waren von Domark unter dem Tengen-Label veröffentlicht worden. Die Entwicklung wurde ausgeführt von Teque, unter der Führung von Matt Furniss. Alle Versionen haben dasselbe Gameplay, mussten aber – je nach System – grafische Abstriche hinnehmen.
Die Amiga- und Atari-ST-Versionen waren die originalgetreuesten, obschon auch die C64-Version sehr ähnlich war – abgesehen von den eckigeren Grafiken.
Die Spectrum- und Amstrad-CPC-Umsetzungen waren fast identisch, da direkt portiert.

### Wiederveröffentlichungen
Das Spiel wurde 2005 als Teil von Midway Arcade Treasures 3 für die PlayStation 2, den GameCube und die Xbox wiederveröffentlicht. Es wurde auch erneut in der Midway Arcade Treasures Deluxe Edition für PC im Jahr 2006 veröffentlicht.